# Cima da Conegliano

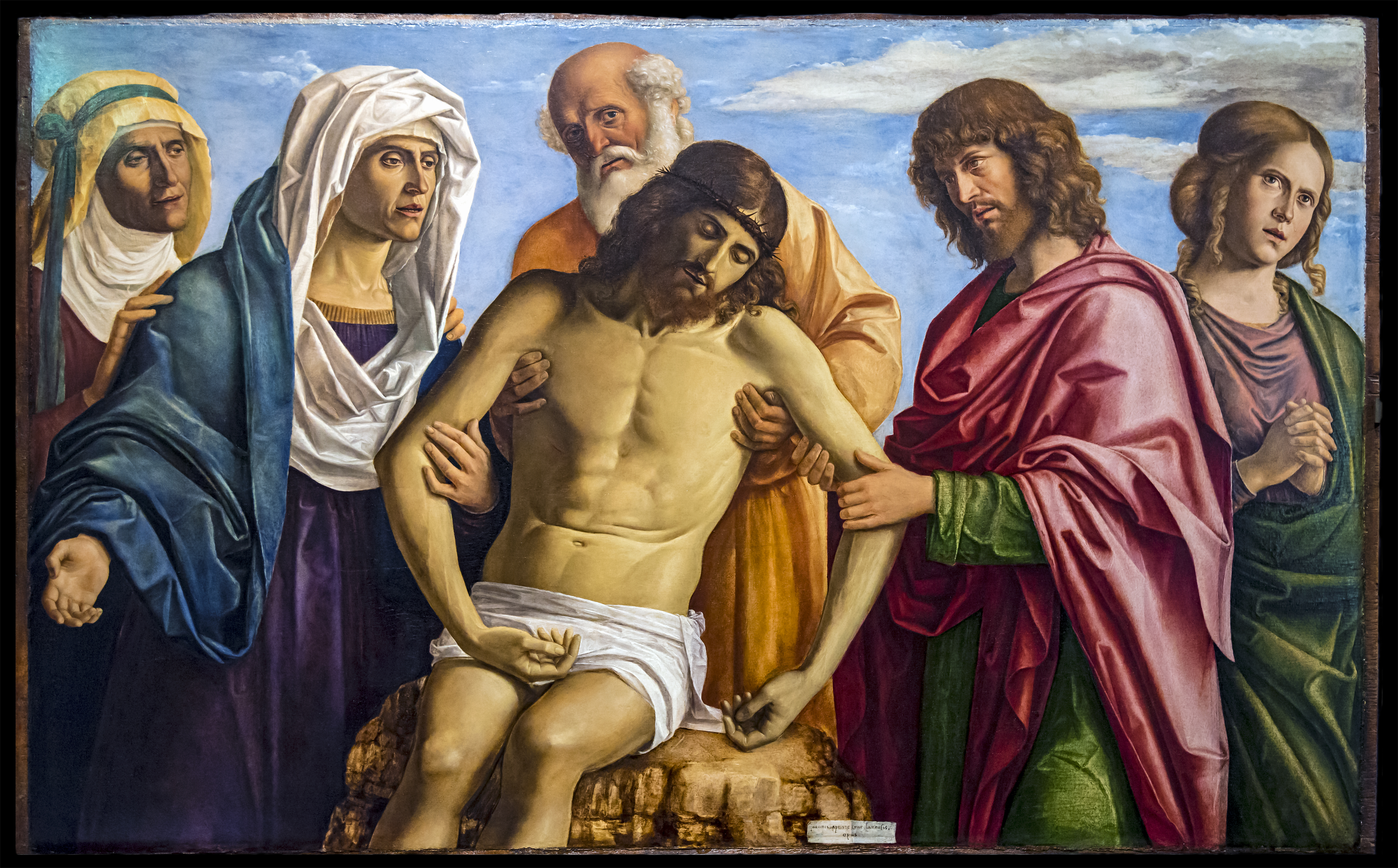
Christ en piété soutenu par la Vierge, Nicodème et Saint Jean, et les Maries, galeries de l'Académie de Venise.

Cima da Conegliano, né Giovanni Battista Cima (Conegliano 1459 - Conegliano 1517), est un peintre vénitien de la Renaissance de l'école vénitienne.

## Biographie
Seuls de rares documents permettent de reconstituer la vie du peintre. La date de naissance de l'artiste (1459 ou 1460) n'est pas établie, mais déduite des registres de Conegliano de 1473, qui mentionnent un cimator (ouvrier drapier) nommé Joannes, mais est-ce lui, ou bien un ouvrier de son frère Antonio ? Joannes est un prénom courant. Si c'est bien le peintre, il devait avoir à ce moment quatorze ans, puisque c'est l'âge où il a commencé à payer des impôts, selon les lois de la ville.
On ne sait rien sur sa formation en peinture avant 1489, année de sa première œuvre, Vierge à l'enfant entre saint Jérôme et saint Jacques, destinée à l'église San Bartolomeo de Vicence. Un rouleau figurant au pied du trône de la Vierge porte la signature et la date précise du premier mai 1489 : «Joannes baptista de Coneglano fecit/ 1489. A dì primo Mazo».  Cette œuvre montre une influence de Bartolomeo Montagna, tant par la rigueur du trait que par une riche gamme de tons chauds. Elle révèle néanmoins un style propre, qui se distingue par une lumière claire et une impression de douceur, loin de l'austérité de Montagna. On y voit également une intégration déjà parfaitement maîtrisée d'éléments architecturaux idéalisés dans la composition de l’œuvre, ici une pergola, qui seront régulièrement repris dans les tableaux majeurs de Cima.
Le peintre s'installe alors à Venise, où sa présence est attestée dès 1492 et où il est « maître », ce qui sous-entend qu'il a son propre atelier avec au moins un apprenti. Il s'impose dans la cité lagunaire comme peintre d'art sacré, obtient rapidement une élogieuse réputation qui s'étendra bien au-delà de Venise, et laissera quantité de tableaux commandés tant par une clientèle laïque que religieuse.
Vasari dit de lui qu'il fut l'élève de Giovanni Bellini, qu'il mourut jeune et que sans cela il eût probablement égalé son maître.
L'année 1494 voit quelques paiements effectués à l'artiste. Les autres paiements remontent à 1499, 1504 et 1510.
Entre 1500 et 1515, il a probablement vécu entre Venise et la région de l'Émilie. À Parme, Bologne, des œuvres lui ont été commandées pour les églises, comme la Vierge et l'Enfant, des saints Michel et André en 1505 et la Conversation sacrée en 1513.
Sa présence à Conegliano, où il a passé les étés, est documentée pour la dernière fois en 1516. Il meurt entre 1517-1518, probablement à Conegliano, où il existe aujourd'hui un musée Giovanni Battista Cima.

## Œuvres
Une centaine d'œuvres lui sont attribuées, dont une trentaine de retables, quatre polyptyques, deux triptyques, 19 Vierge à l'Enfant, 18 Conversation sacrée, cinq Jérôme au désert.

### Avant 1490
- Vierge à l'Enfant avec saint Jean-Baptiste et saint François, 1478-1488, Huile sur chêne, Museum Kunstpalast, Düsseldorf
- Vierge à l'Enfant avec saint Paul et saint François , 1488-93, Nivaagaards Malerisamling[4]
- Vierge en majesté avec saint Jacques l'apôtre et saint Jérôme, 1489, Pinacotèque du Palais Chiericati, Vicence Pinacothèque Vicenza

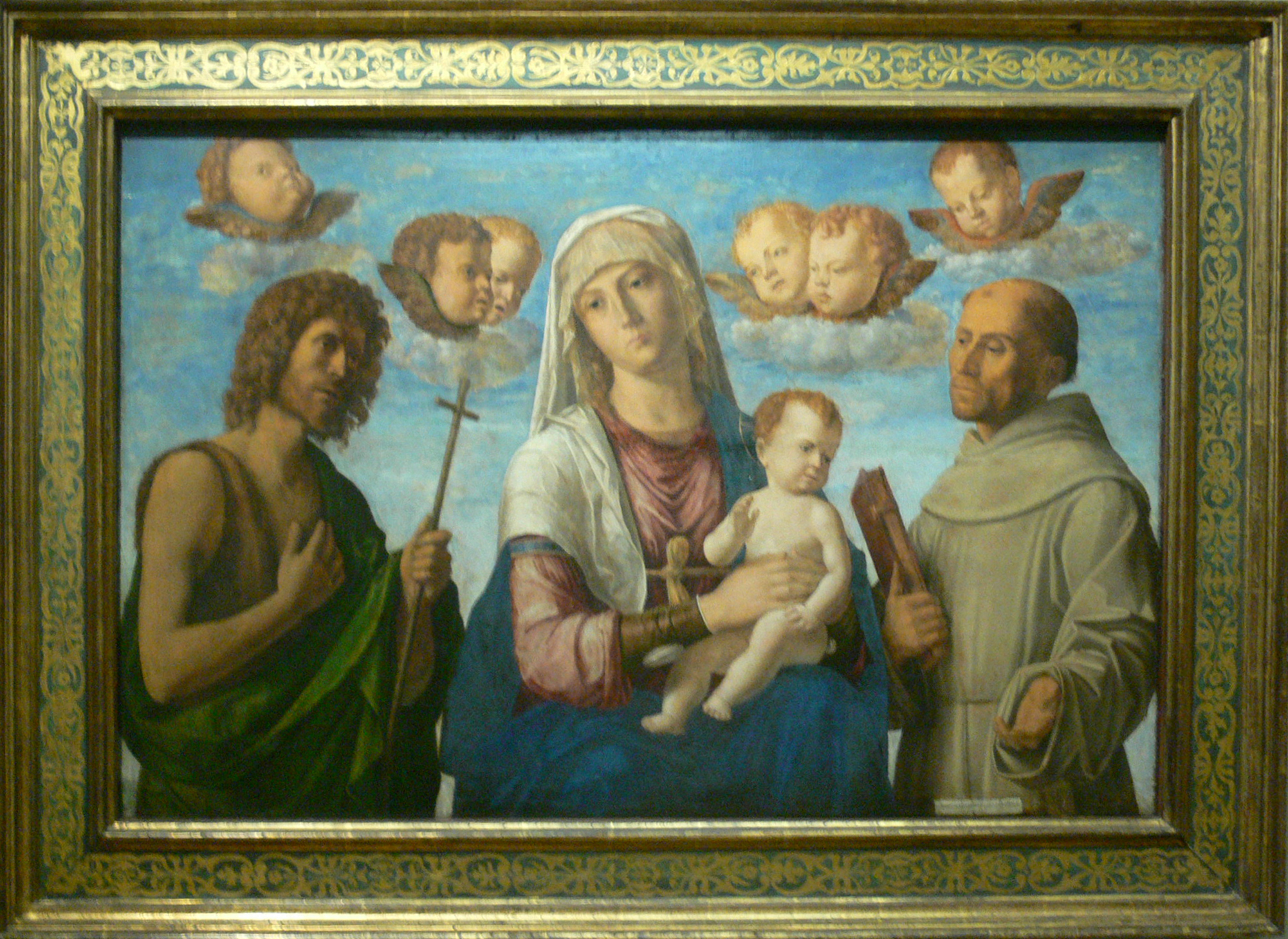
Conversation sacrée(1478-1488), Museum Kunstpalast, Düsseldorf.
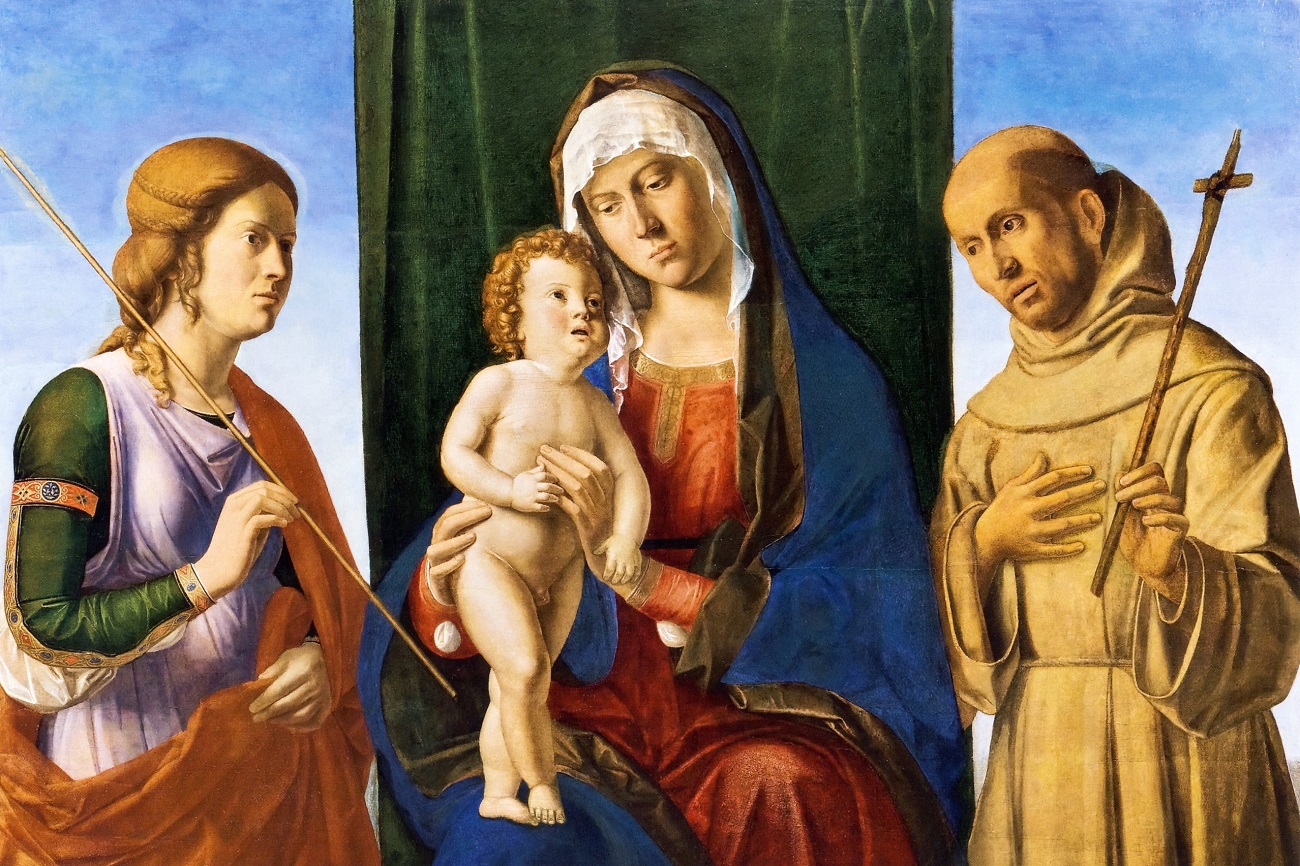
Conversation sacrée(1488-1493) Nivaagaards Malerisamling, Danemark.
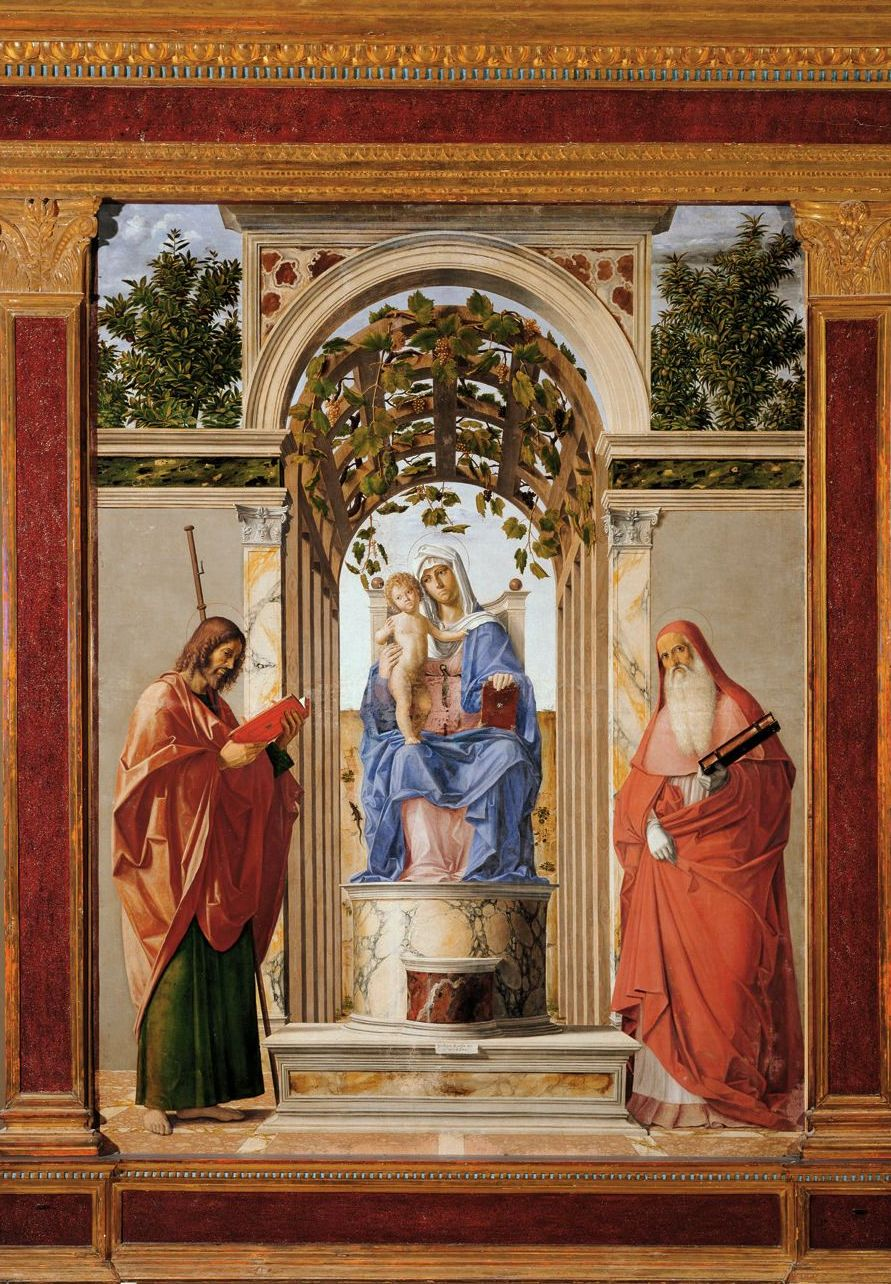
Conversation sacrée(1489), palais Chiericati, Vicence.

### De 1490 à 1500
- Le Couronnement de la Vierge v. 1490, huile sur toile (restauration en 1999) basilique San Zanipolo Venise.
- Vierge à l'Enfant couronnée avec des saints et des saints patrons (Conversation sacrée avec les saints Sébastien, Jean-Baptiste, Madeleine et Roch), v. 1490, huile sur toile, 301 × 211 cm, Pinacothèque de Brera, Milan.
- Saint Jean-Baptiste entre saint Pierre, saint Marc, saint Jérôme et saint Paul (retable de saint Jean-Baptiste), 1491-1492, bois, 305 × 205 cm, église de la Madonna dell'Orto[5], Venise.
- Saint Jérôme au désert , 1492, huile sur toile, National Gallery (Londres).
- Le Baptême du Christ, 1494, bois, 350 × 210 cm, église San Giovanni in Bragora, Venise.
- Vierge à l'Enfant avec deux vierges martyres, 1495, tempera sur bois, Memphis Brooks Museum of Art[6], Tennessee.
- Annonciation, 1495, Tempera et huile sur toile, 136,5 cm × 107 cm, musée de l'Ermitage à Saint-Pétersbourg.
- Vierge à l'Enfant avec saint Jérôme et saint Jean-Baptiste, 1495, huile sur toile, 105 cm × 146 cm, National Gallery of Art, Washington.
- Vierge à l'Enfant avec saint Jérôme et Marie-Madeleine, 1495, taille 79,6 × 122,9 cm, Alte Pinakothek, Munich.
- Vierge à l'Enfant en majesté avec les saints Pierre, Romuald, Benoît et Paul, v.1495, huile sur peuplier, 206 × 135 cm, Gemäldegalerie, Berlin.
- Vierge à l'Enfant, vers 1495, peinture sur bois, 60,5 × 47,2 cm, Pinacothèque nationale de Bologne.
- Vierge à l'Enfant trônant avec les Saints, 1496-1499, peinture sur bois, 419 × 213 cm, Galeries de l'Académie de Venise, 1495, Tempera et huile sur panneau de bois, 212 × 139 cm, Galeries de l'Académie de Venise. Provient de Santa Chiara à Murano.
- Conversation sacrée, 1496, huile sur toile, 54 cm × 72 cm, fondation Gulbenkian à Lisbonne.
- Présentation de la Vierge au Temple, 1496-1497, huile sur toile, Gemäldegalerie Alte Meister, Dresde.
- Sainte Hélène, 1498, huile sur toile, 49,5 cm × 20,5 cm, National Gallery of Art de Washington.
- La Guérison d'Aniane, 1497-1499, Gemäldegalerie, Berlin.
- Vierge à l'Enfant avec saint Michel l'archange et saint André l'Apôtre, 1498-1500, huile sur bois, 194 × 134 cm, Galerie nationale de Parme.
- Polyptyque Miglionico, 1499, basilique Santa Maria Maggiore, Miglionico, Basilicate.
- Christ rédempteur avec le calice dans un paysage, XVe siècle, huile sur panneau, 18 x 13,5 cm,  musées Civiques de Pavie[7]
- Imago Pietatis, fin du XVe siècle, palais de Wilanów.
- Thésée tuant le Minotaure, fin XVe siècle, huile sur panneau, 38 × 31 cm, musée Poldi-Pezzoli, Milan[8]

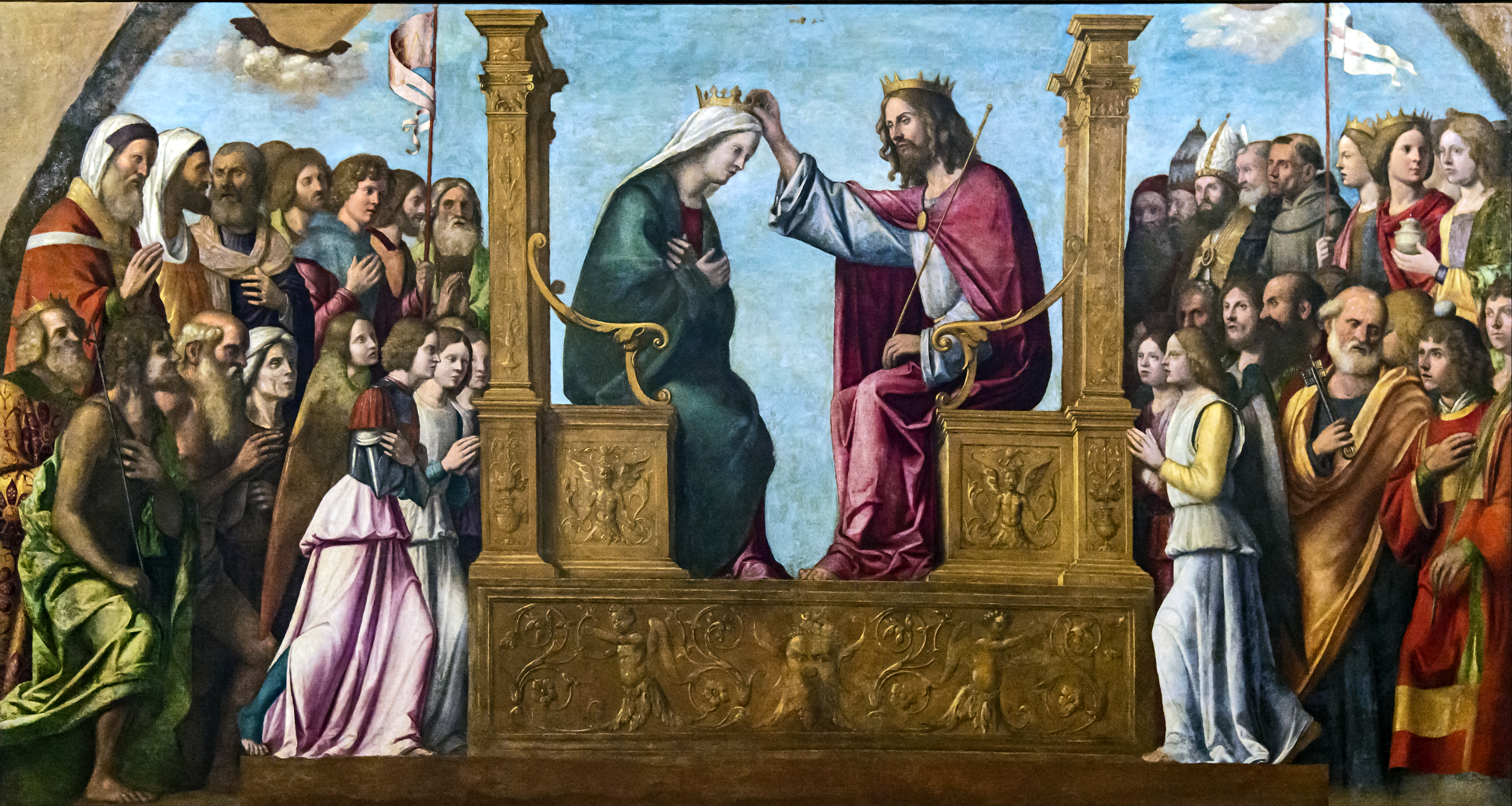
Le Couronnement de la Vierge 1490, basilique San Zanipolo,  Venise.
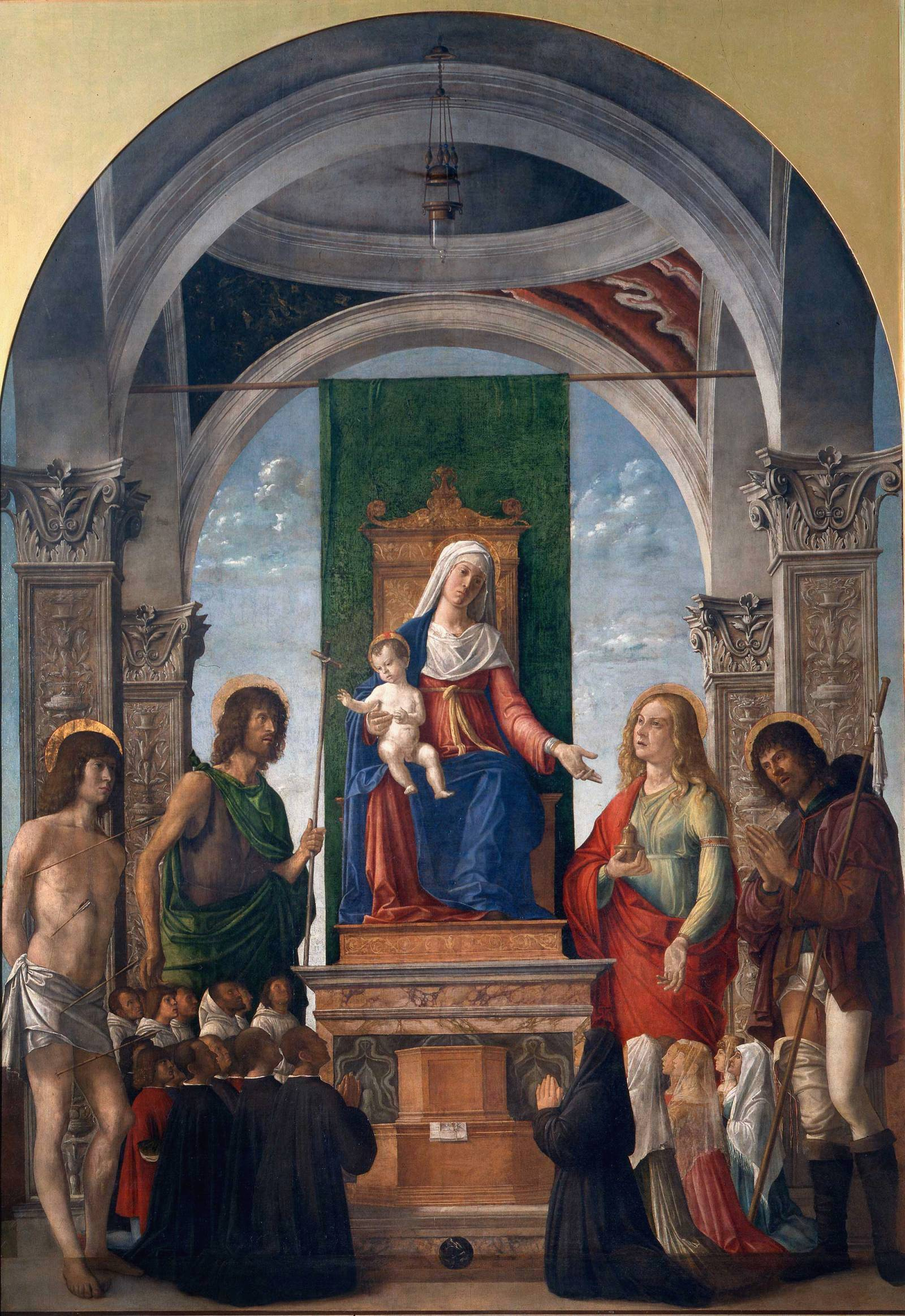
Conversation sacrée 1490, pinacothèque de Brera, Milan.
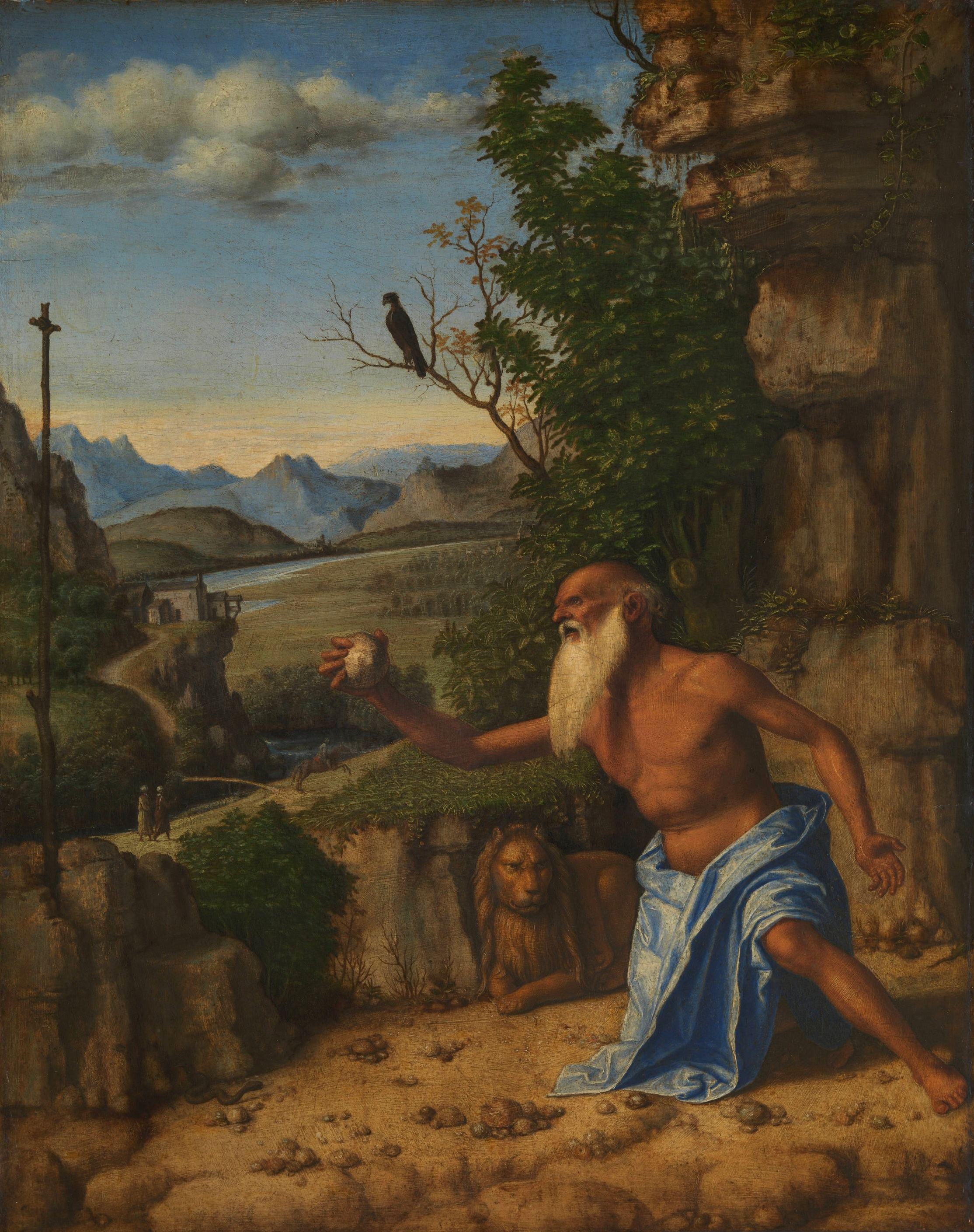
Saint Jérôme au désert 1492, National Gallery, Londres.
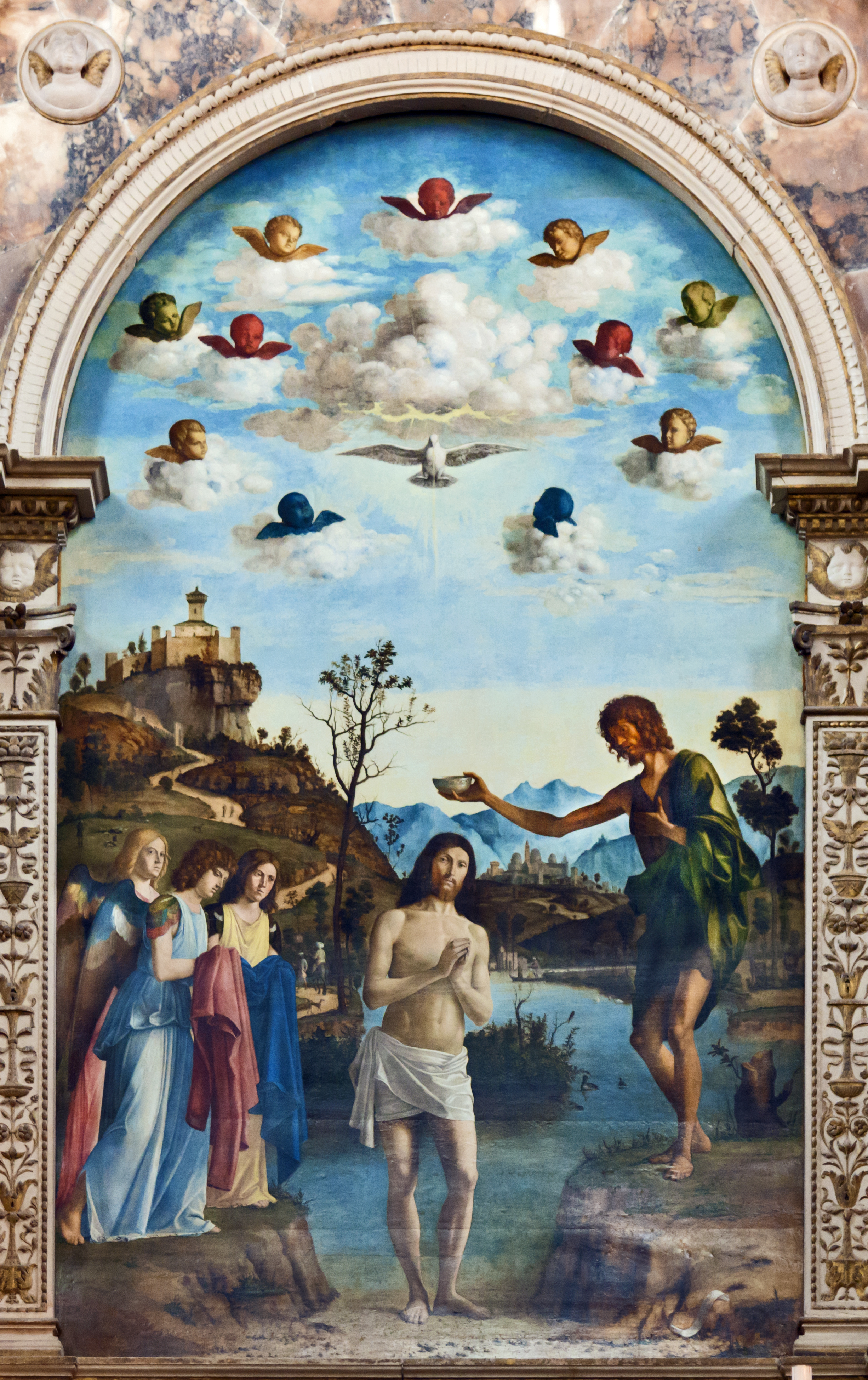
Le Baptême du Christ, 1493-94. Huile sur panneau, église San Giovanni in Bragora, Venise.
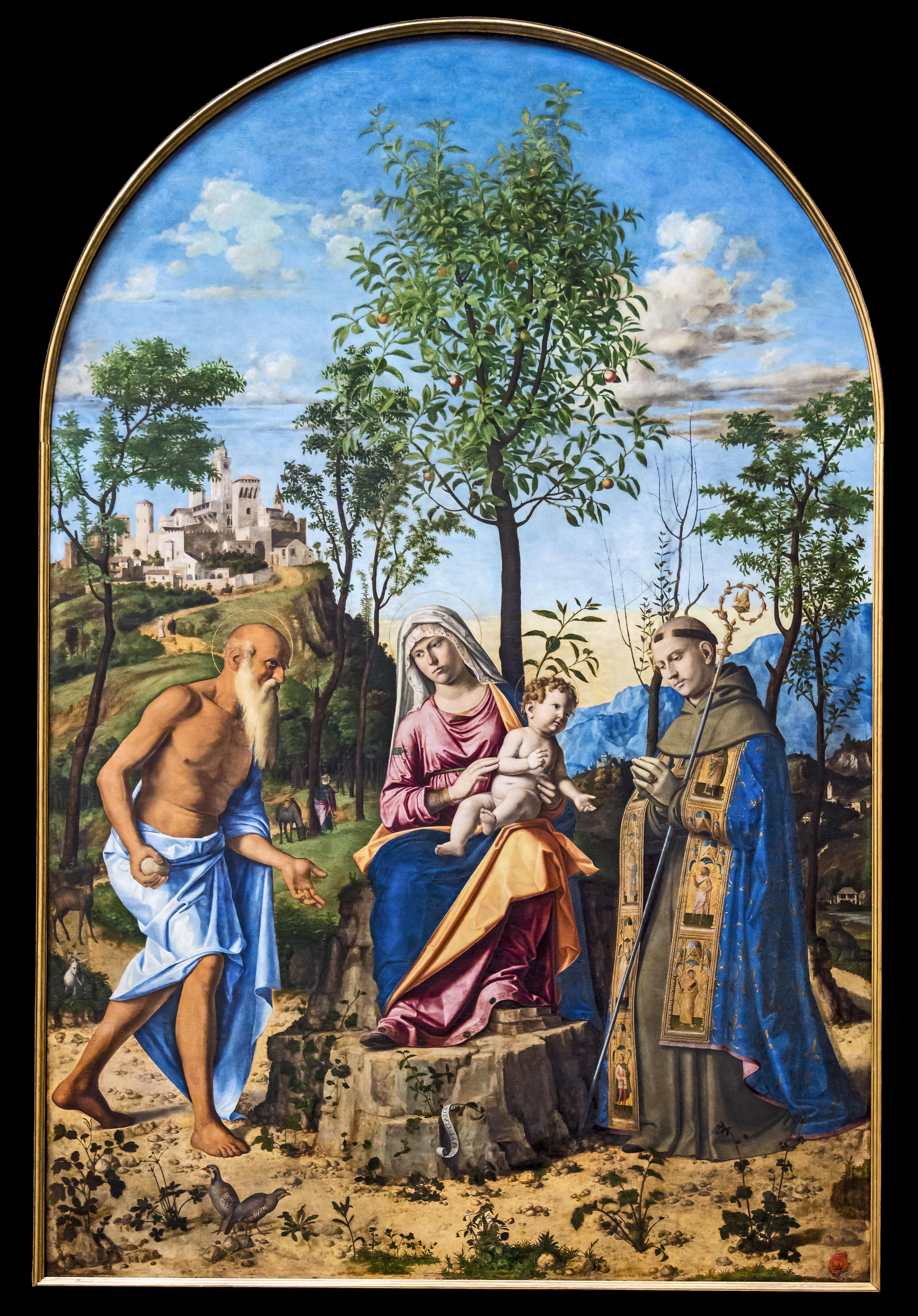
Madonna dell'arancio, 1495, Galeries de l'Académie de Venise.

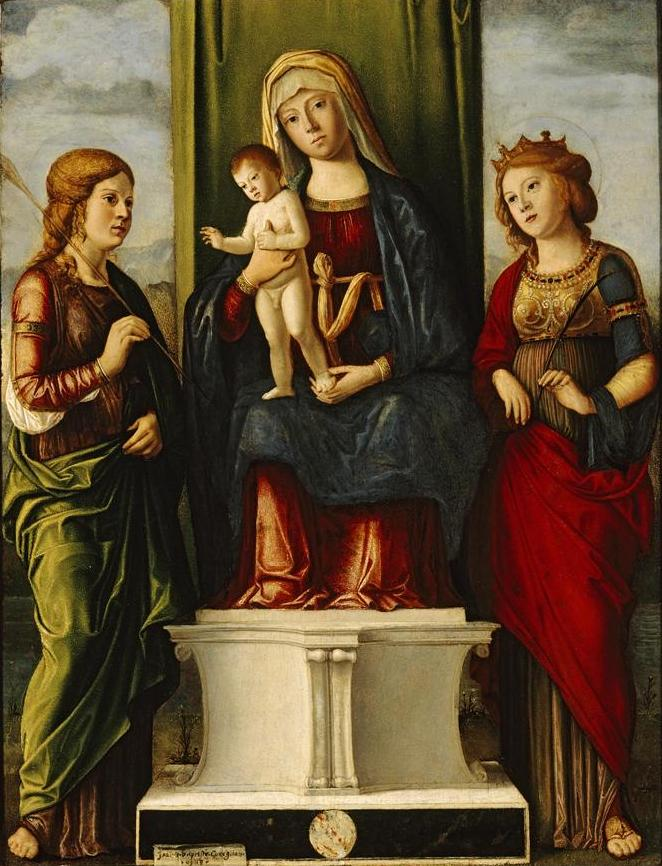
Conversation sacrée 1495, Memphis Brooks Museum of Art (en), Memphis.
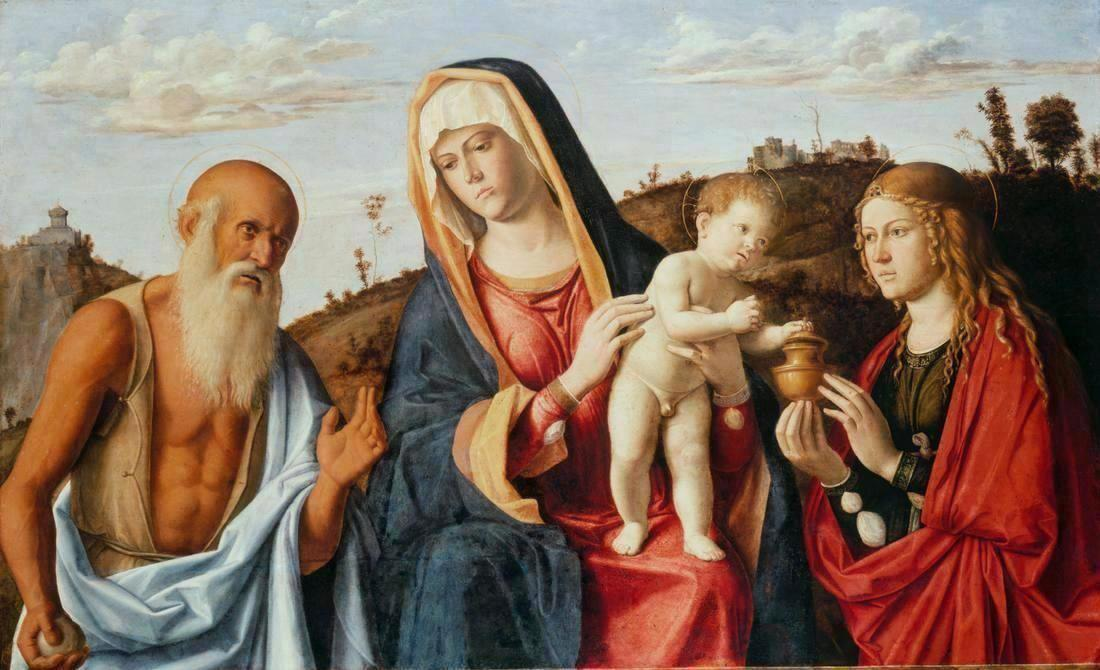
Conversation sacrée 1495, Alte Pinakothek, Munich.
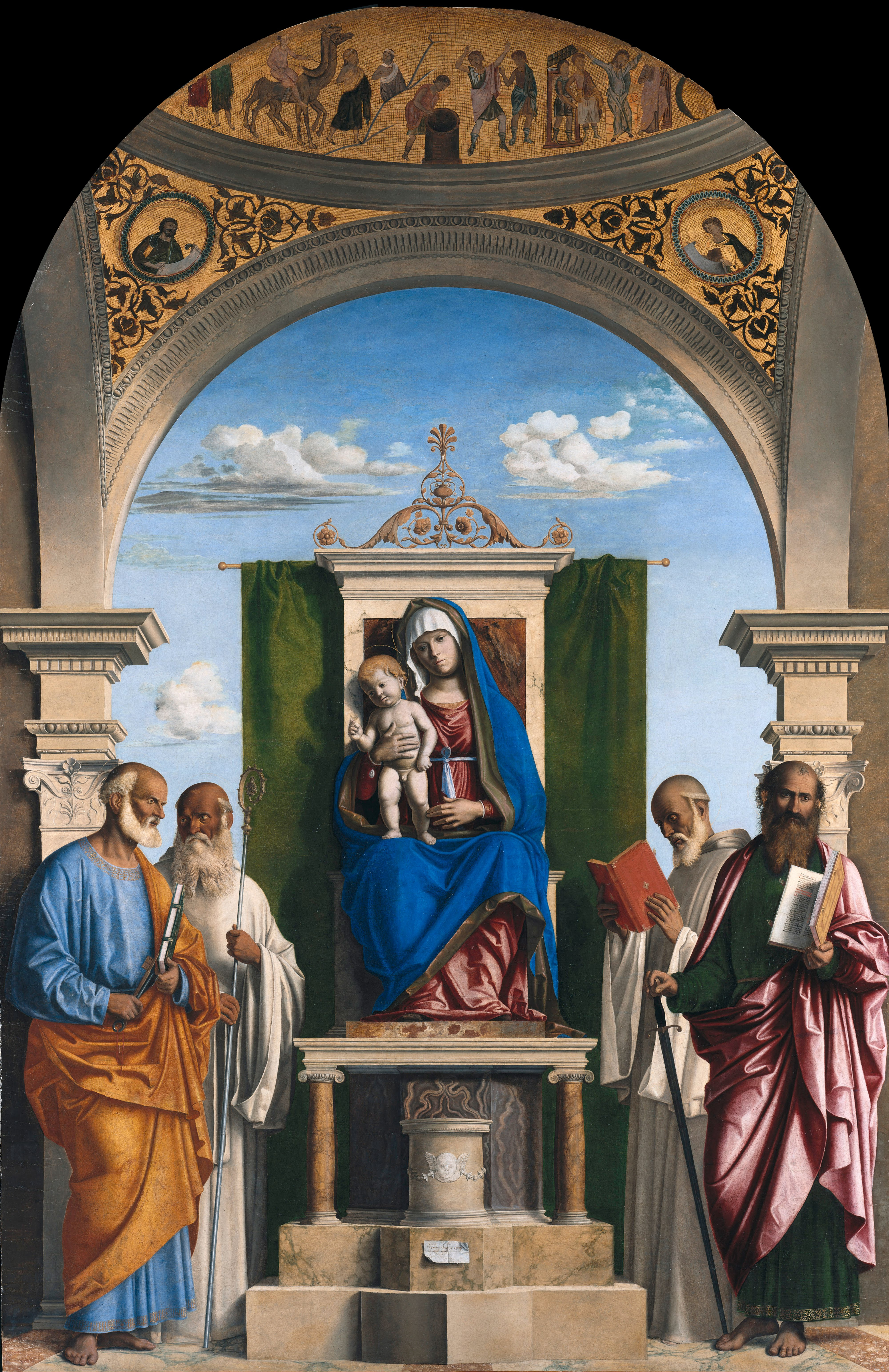
Conversation sacrée 1495, Gemäldegalerie, Berlin.
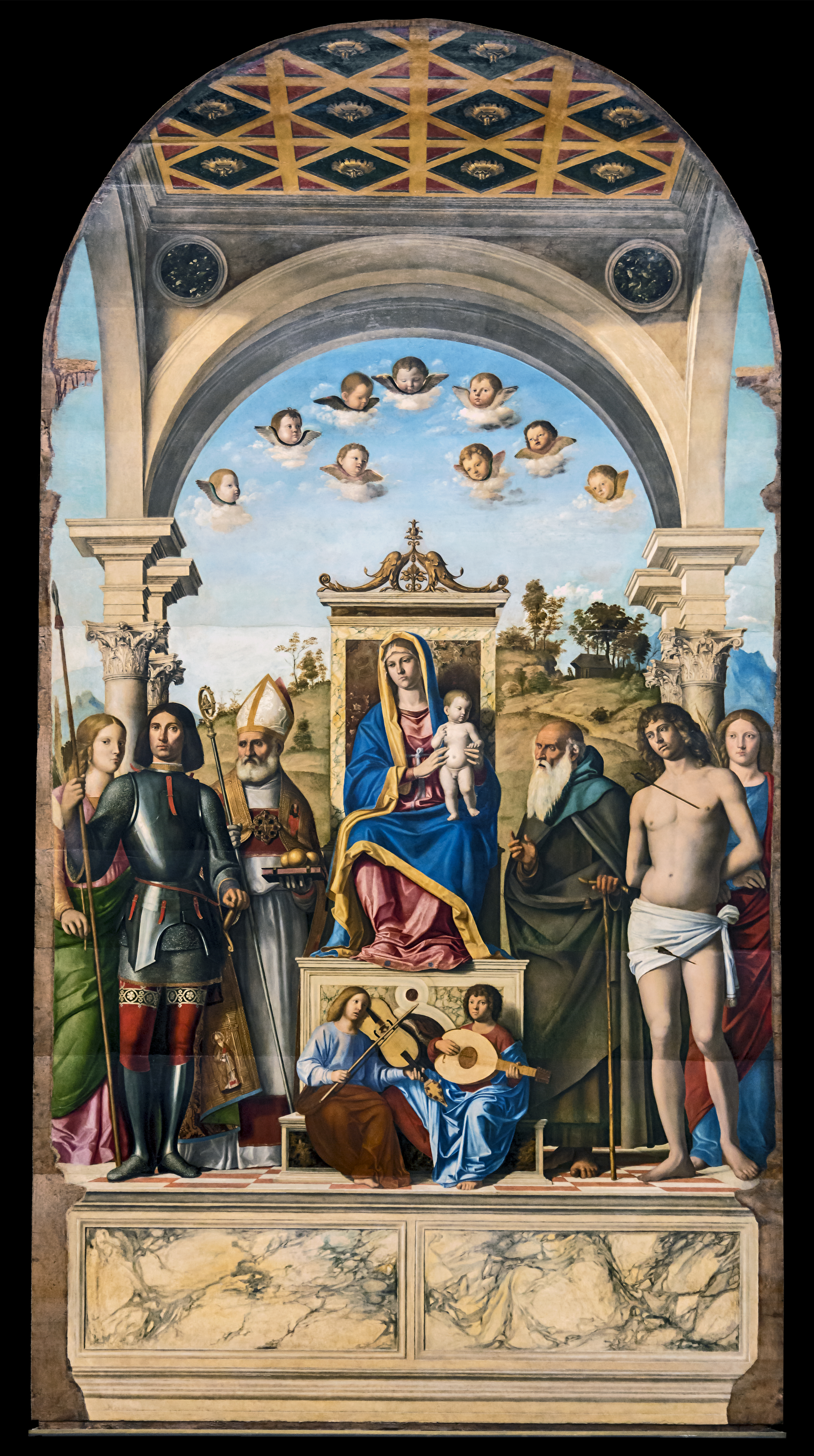
Vierge à l'Enfant trônant avec les saints 1496-99, Galeries de l'Académie de Venise.
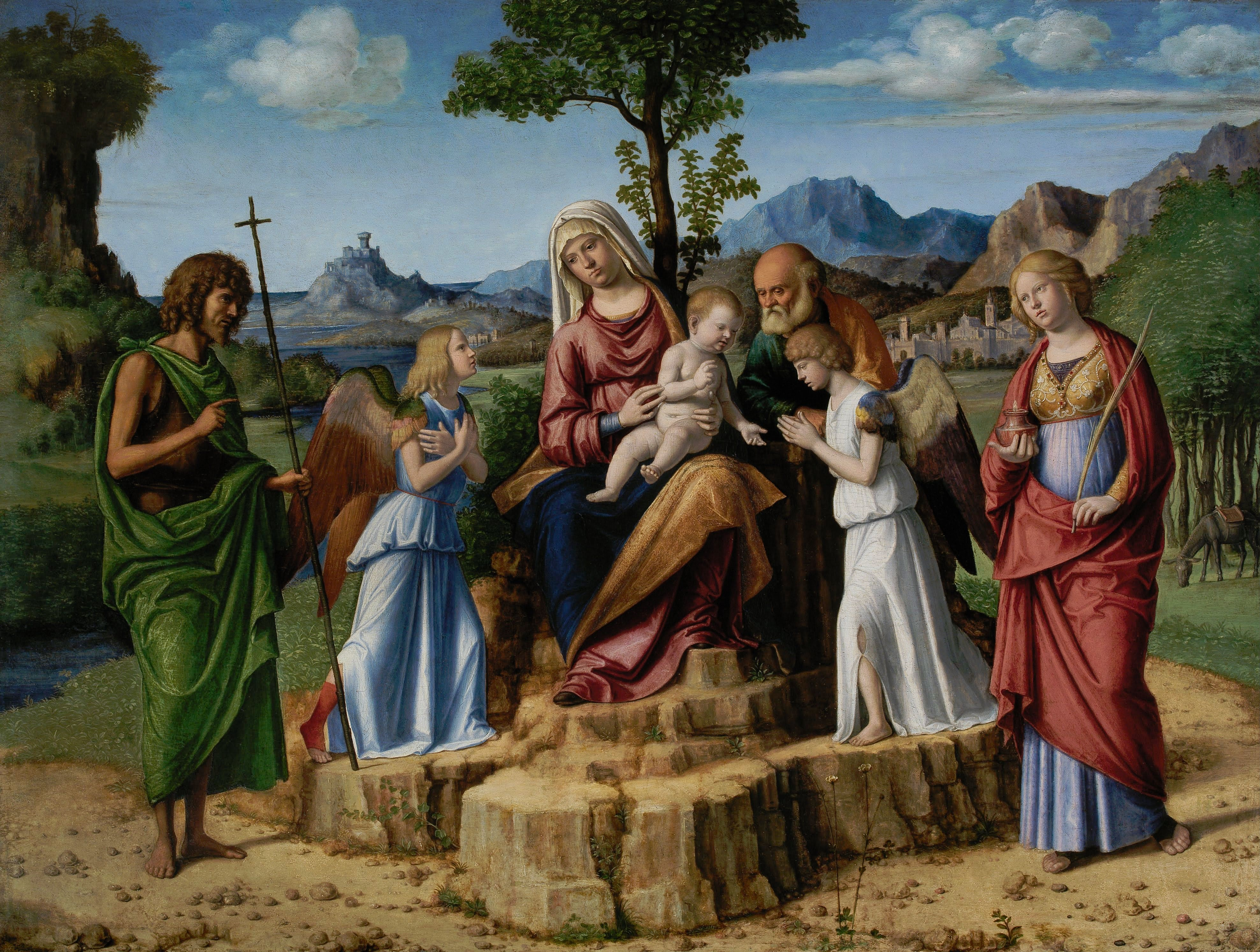
La Fuite en Égypte 1496, musée Calouste-Gulbenkian, Lisbonne.

### De 1500 à 1510
- Vierge à l'Enfant avec les saints Jean-Baptiste et Nicolas de Tolentino, v. 1500, tempera et huile sur peuplier, 72,1 × 111,1 cm, Brooklyn Museum, New York
- Sant'Elena e Costantino ai lati della Croce, 1501-1503, Église San Giovanni in Bragora Venise
- Sainte Catherine d'Alexandrie, 1502, Wallace Collection, Londres
- Saint Roch, vers 1503, musée des Beaux-Arts de Strasbourg, Strasbourg
- Saint Sébastien, vers 1503, musée des Beaux-Arts de Strasbourg, Strasbourg
- Vierge à l'Enfant, 1504, tempera sur bois, 66 × 57 cm, Musée des Offices, Florence où l'Enfant tient le pouce de sa mère[9]
- Vierge à l'Enfant, 1505, huile sur toile, 69,5 cm × 57 cm, National Gallery (Londres)
- L'Incrédulité de saint Thomas et l'évêque saint Magne, v. 1505, bois, 215 × 151 cm, Gallerie dell'Accademia de Venise. Vient de la Scuola dei Mureri à San Samuele
- Vierge à l’Enfant entre l’archange saint Michel et l’apôtre saint André, 1505, huile sur toile, 194 × 134 cm, Galerie Nationale de Parme
- Vierge à l'Enfant, v. 1505, huile sur toile, 59 × 45 cm, Museum of Fine Arts de San Francisco
- Saint Pierre Martyr avec saint Nicolas et saint Benoît, 1505, huile sur bois, 330 × 216 cm, Pinacothèque de Brera, Milan
- La Nativité (avec sainte Catherine, sainte Hélène, Tobie et l'archange Raphaël), bois, 300 × 185 cm, Gallerie dell'Accademia de Venise. Vient de l'Église Santa Maria dei Carmini
- Conversation sacrée, panneau, 64 × 91 cm, Museum Kunstpalast, Düsseldorf[10]

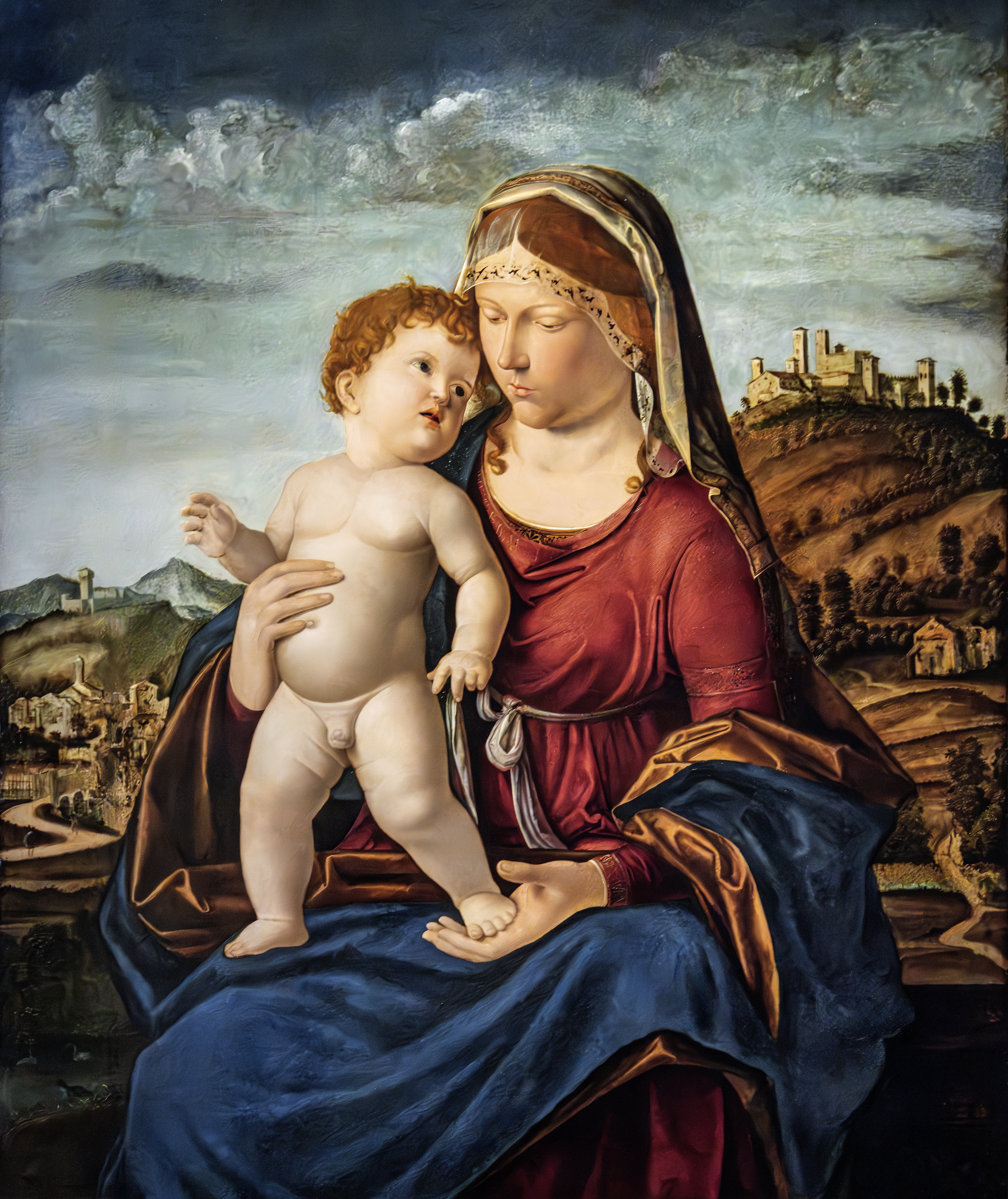
Vierge à l'Enfant sur fond de paysage  (1510 ca.) Complexe de santa Caterina Trévise.
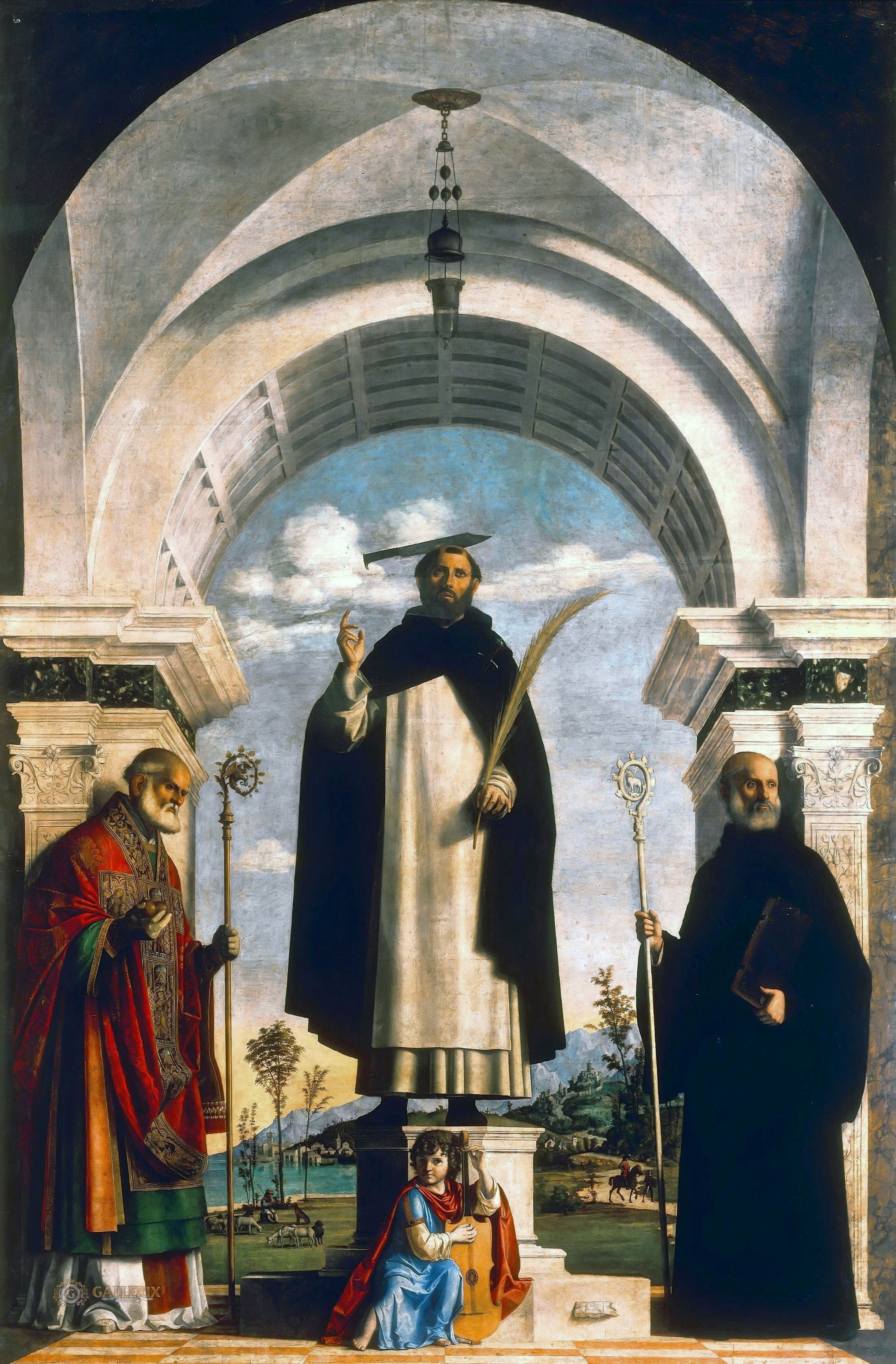
Saint Pierre martyr avec saint Nicolas et saint Benoît, Pinacothèque de Brera, Milan.

### De 1510 à 1518
- Vierge à l'Enfant avec saint François et sainte Claire, 1510, Huile sur bois, 20,3 × 26,7 cm, Metropolitan Museum de New-York
- La Vierge à l'Enfant entre saint Georges et saint Jacques, 1510-1511, triptyque, huile sur toile, 114 cm × 52 cm et 110 cm × 39 cm, musée des beaux-arts de Caen
- Descente de Croix, huile sur toile, musée des beaux-arts Pouchkine de Moscou.
- Saint Jérôme au désert, après 1510, bois, 215 × 151 cm, Musée des Offices, Florence[9].
- La Vierge et l'Enfant entre saint Jean-Baptiste et sainte Marie-Madeleine, Conversation sacrée, 1511-1513, huile sur toile, 167 × 110 cm, musée du Louvre, Paris. Vient de Parme, entré au Louvre en 1812
- Vierge à l'Enfant avec saint Jean l'évangéliste et saint Nicolas de Bari, 1513-18, National Gallery de Londres
- Vierge à l'enfant avec des saints, 1515, Cleveland Museum of Art
- Vierge à l'Enfant avec saint Jean-Baptiste et sainte Catherine, 1515, huile sur bois, 957 × 624 cm, Pierpont Morgan Library, New York
- Vierge à l'Enfant avec les saints Sébastien, François, Jean-Baptiste et Jérôme, v. 1515, huile sur bois, 159 × 2 015 cm, Fogg Art Museum, Cambridge
- Vierge à l'Enfant avec saint Jean-Baptiste et saint Paul, Gallerie dell'Accademia de Venise

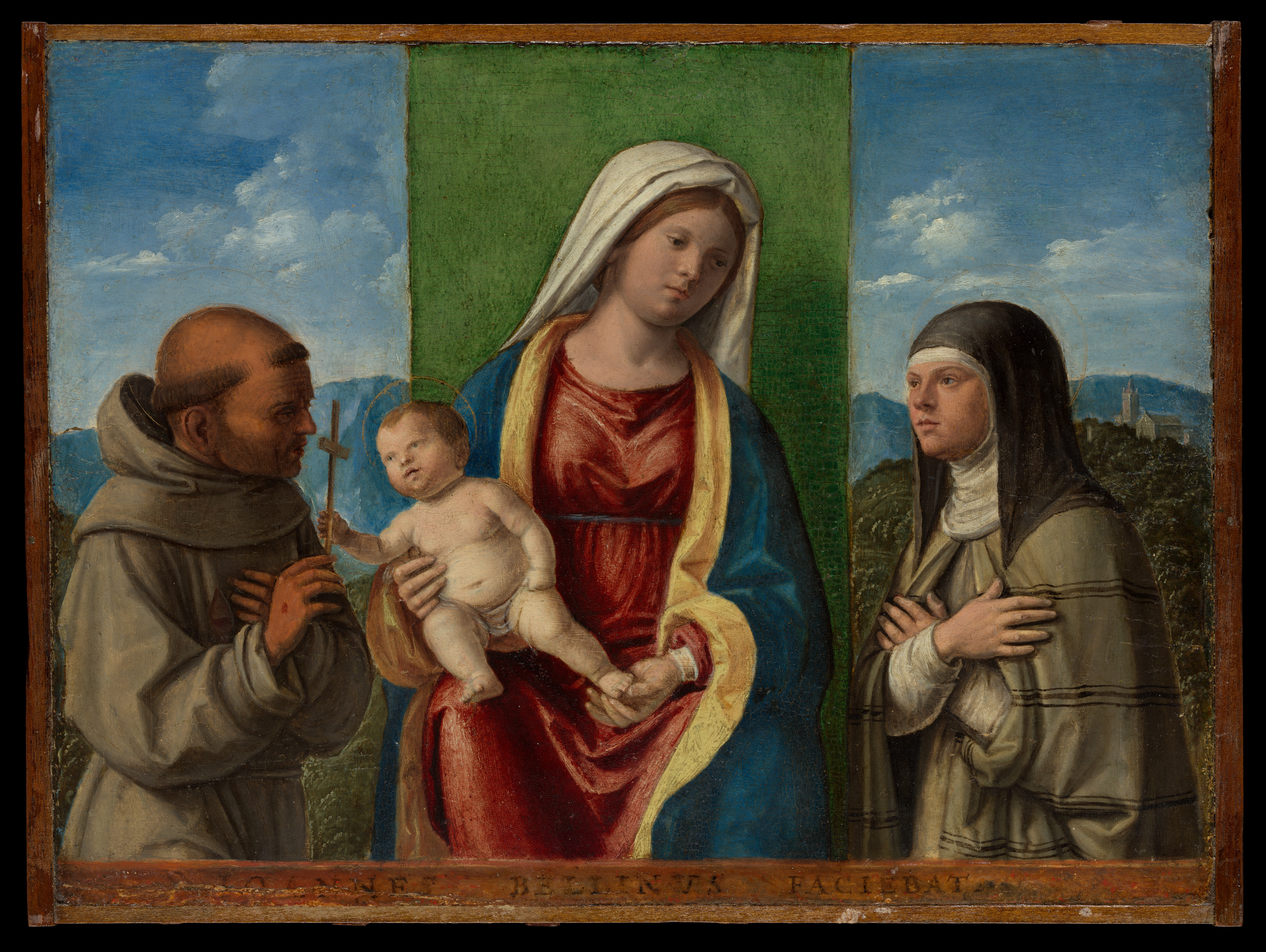
Conversation sacrée 1510, New York.
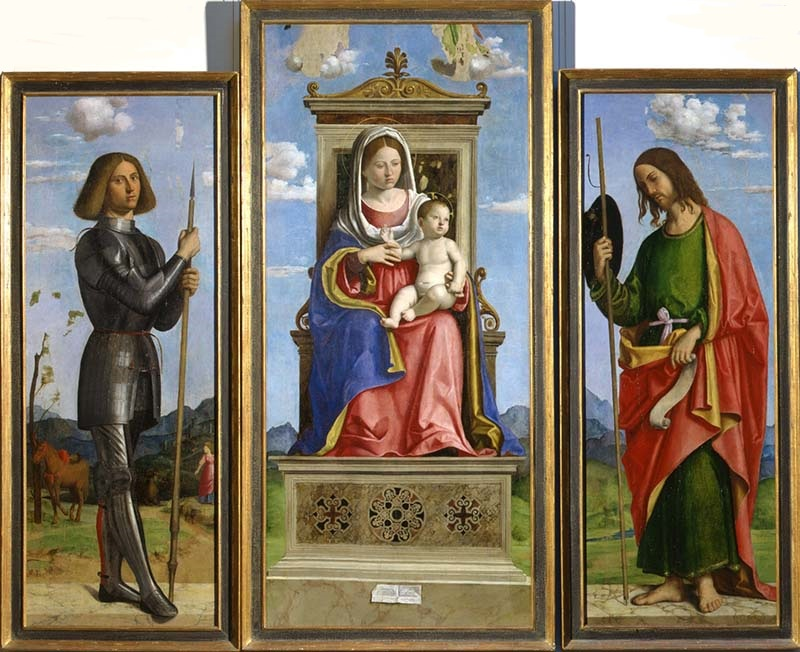
Conversation sacrée 1510-1511, Caen.
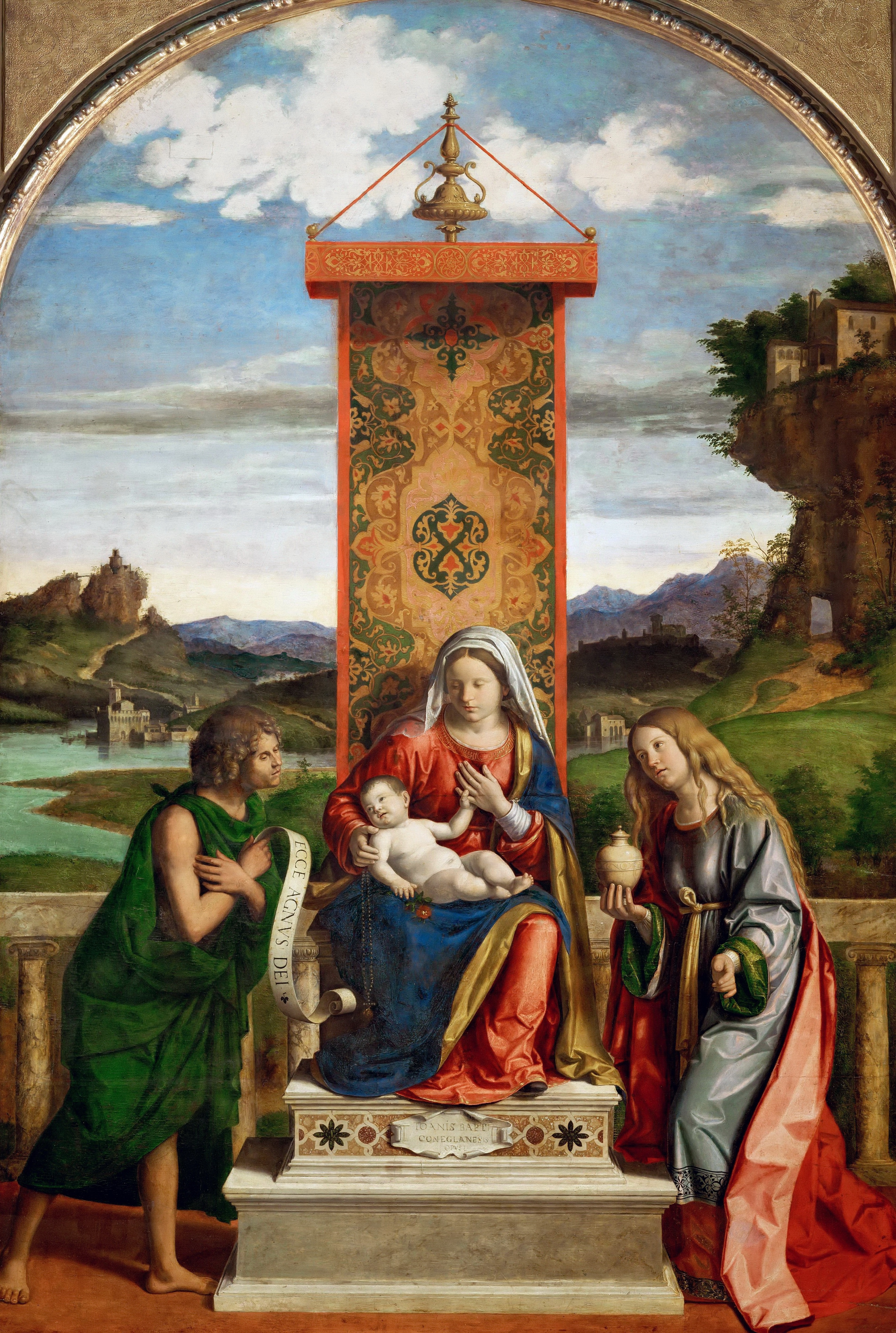
Conversation sacrée 1511, Louvre.
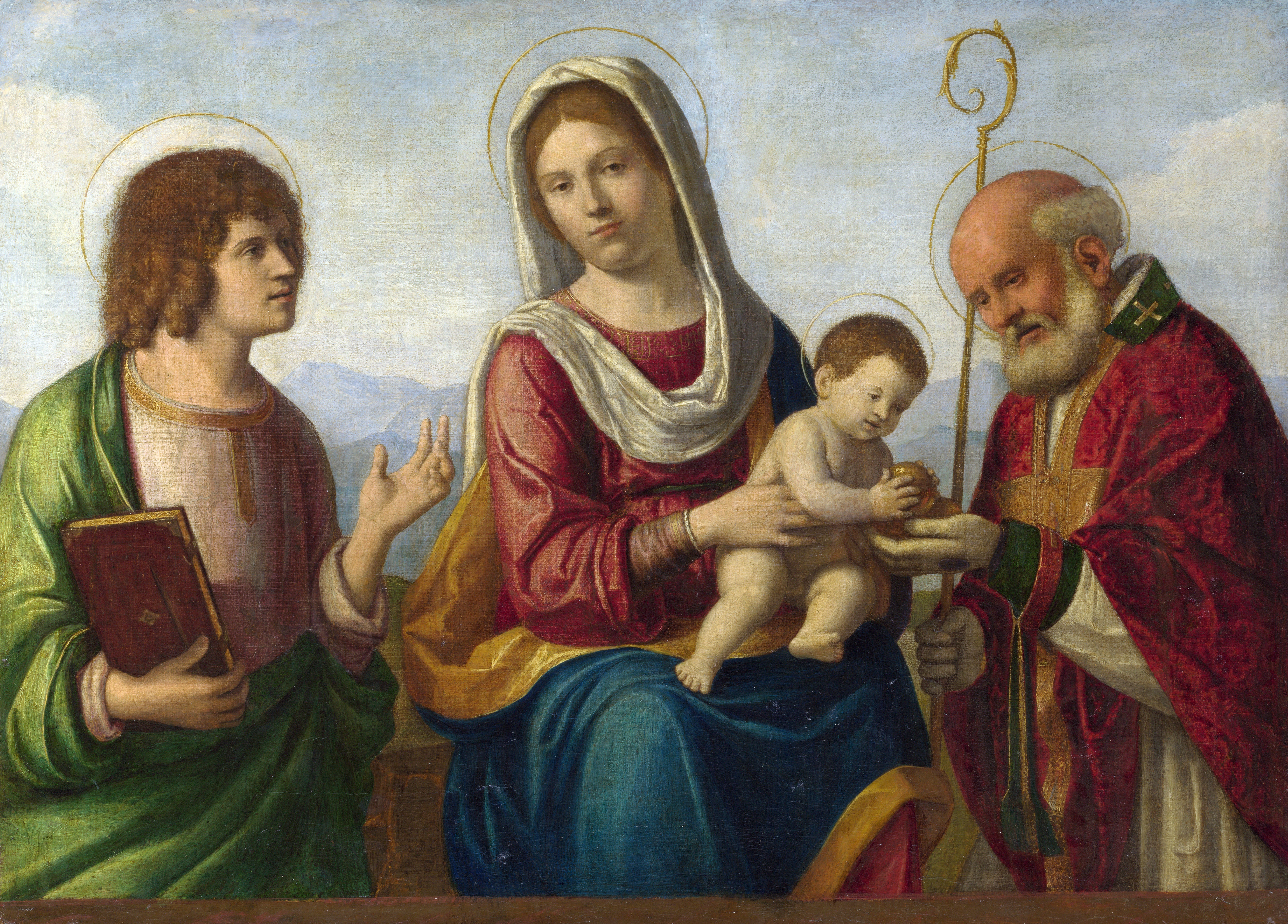
Conversation sacrée 1513-18, Londres.
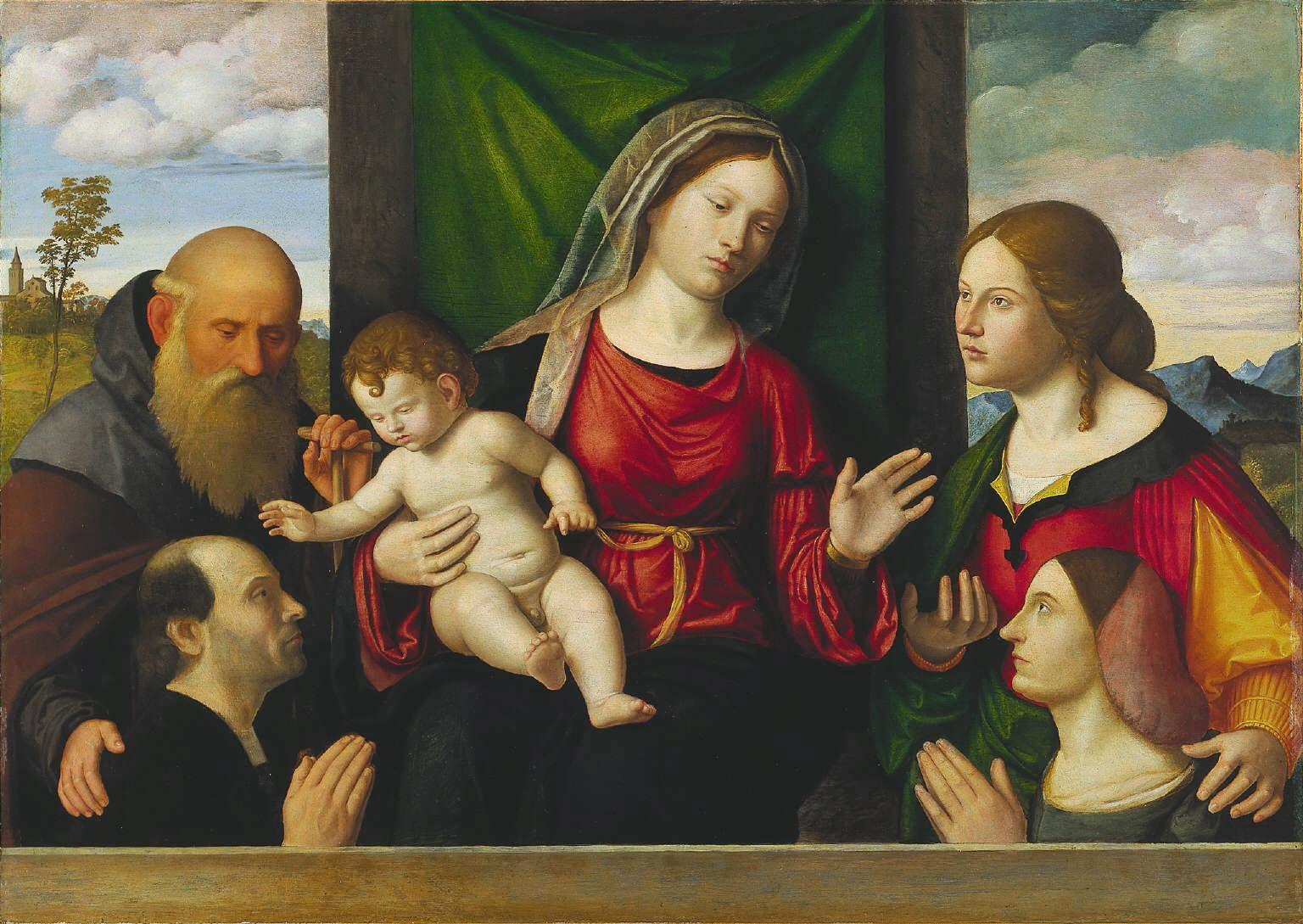
Conversation sacrée 1515, Cleveland.
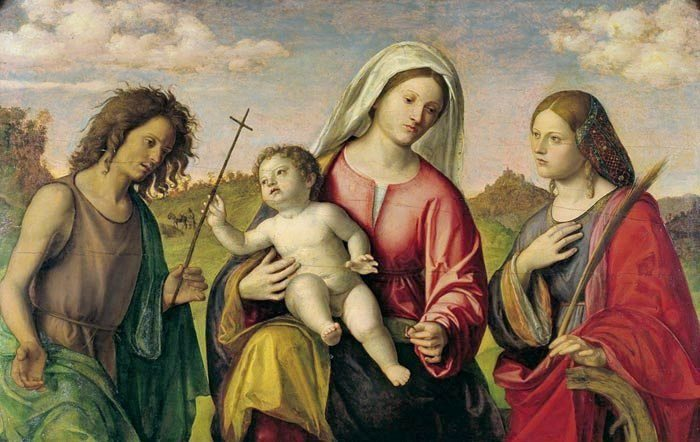
Conversation sacrée 1515, Morgan Library, NY.
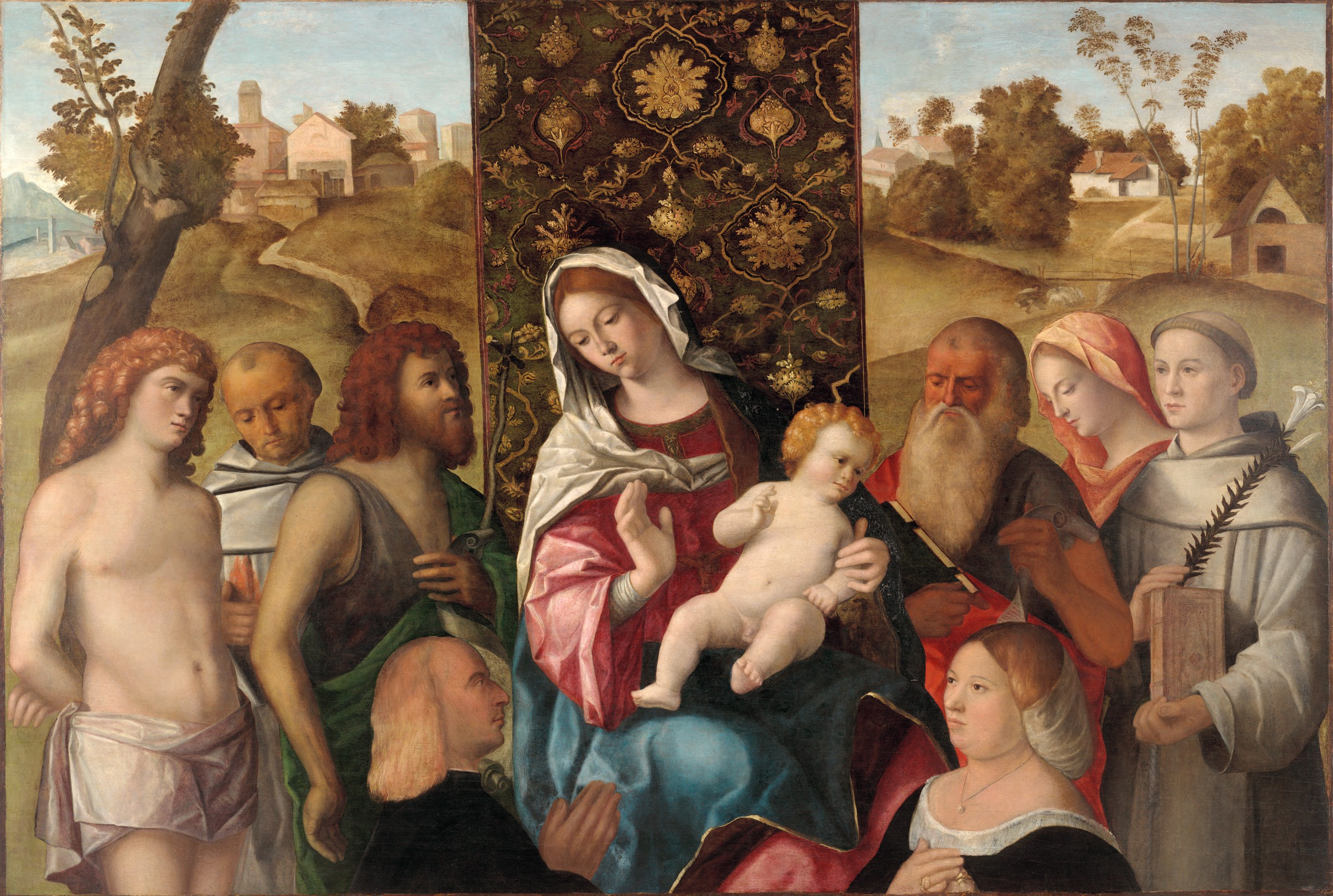
Conversation sacrée v. 1515, Cambridge.
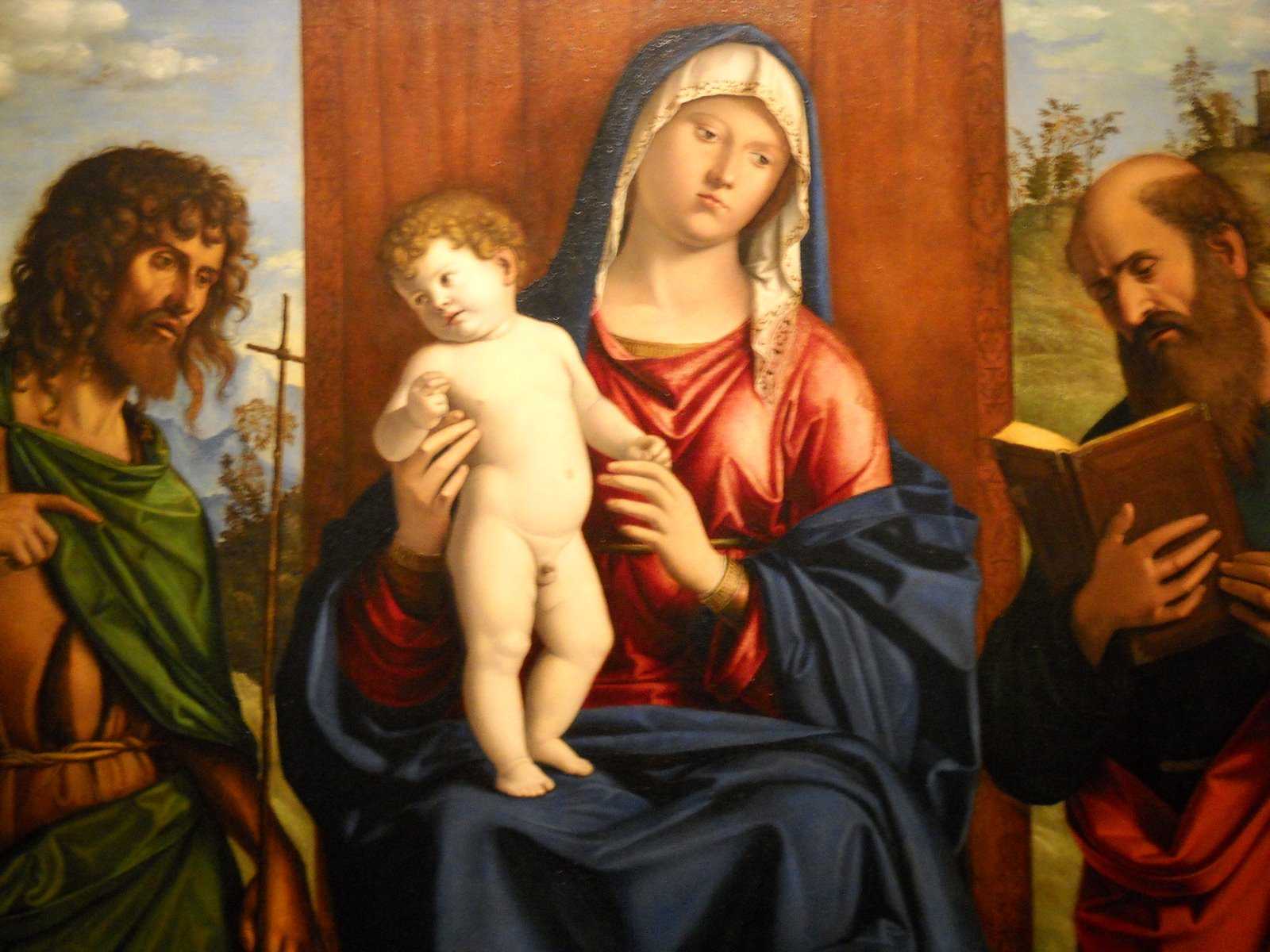
Madone avec Sts J Baptiste et Paul Académie de Venise.

## Les thèmes
Ils sont essentiellement religieux. Cima da Conegliano a peint de nombreuses Vierge à l'Enfant.
Les Conversations sacrées
Il s'agit de tableaux dans lesquels la Vierge en majesté et l'enfant Jésus, sont entourés de personnages saints avec lesquels ils semblent converser dans un espace commun, contemporains ou non :
- Vierge à l'Enfant avec Saint Jean-Baptiste et Saint François, 1478-1488, Museum Kunstpalast, Düsseldorf
- Vierge à l'Enfant avec saint Paul et saint François, 1488-93, Nivaagaards Malerisamling, Danemark
- Vierge en majesté avec saint Jacques l'apôtre et saint Jérôme, 1489, Pinacotèque du Palais Chiericati, Vicence
- Vierge à l'Enfant couronnés avec des saints et des saints patrons (Sébastien, Jean-Baptiste, Madeleine, et Saint Roch), v. 1490, Pinacothèque de Brera, Milan
- Vierge à l'Enfant avec saint Jérôme et saint Jean-Baptiste, 1495, Washington
- Vierge à l'Enfant avec deux vierges martyres, 1495, Memphis Brooks Museum
- Vierge à l'Enfant avec saint Jérôme et Marie-Madeleine, 1495, Alte Pinakotheke, Munich
- Vierge à l'Enfant en majesté avec les saints Pierre, Romuald, Benoît et Paul, v.1495, Gemäldegalerie, Berlin
- Vierge à l'Enfant avec des saints, 1496-1499, Gallerie dell'Accademia de Venise
- Vierge à l'Enfant avec saint Michel l'archange et saint André l'Apôtre, 1498-1500, Galerie nationale de Parme
- Vierge à l'Enfant avec les saints Jean-Baptiste et Nicolas de Tolentino, v. 1500, Brooklyn Museum, New York
- Vierge à l'Enfant avec saint François et sainte Claire, 1510, Metropolitan Museum de New-York
- La Vierge et l'Enfant entre saint Jean-Baptiste et sainte Marie-Madeleine, 1511, Musée du Louvre
- Vierge à l'Enfant avec saint Jean l'évangéliste et saint Nicolas de Bari, 1513-18, National Gallery de Londres
- Vierge à l'enfant avec des saints, 1515, Cleveland Museum of Art
- Vierge à l'Enfant avec saint Jean-Baptiste et sainte Catherine, 1515, Pierpont Morgan Library, New York
- Vierge à l'Enfant avec les saints Sébastien, François, Jean-Baptiste et Jérôme, v. 1515, Fogg Art Museum, Cambridge
- Vierge à l'Enfant avec saint Jean-Baptiste et saint Paul, Gallerie dell'Accademia de Venise

Les paysages, à l'arrière-plan, sont souvent inspirés de Conegliano, sans toutefois en être une représentation fidèle.
Tableaux mythologiques
Cima da Conegliano a également peint quelques tableaux d'inspiration mythologique :
- Endymion dormant, Galerie nationale de Parme
- Le Jugement de Midas (entre Apollon et Marsyas), Statens Museum for Kunst, Copenhague
- Le Mariage de Bacchus et Ariane, Musée Poldi-Pezzoli, Milan
- Thésée tuant le Minotaure, Musée Poldi Pezzoli, Milan
- Sileno e satiri (it)
- Baccante (it)

## Technique
Les premières œuvres sont à tempera mais Cima da Conegliano passe rapidement à la peinture à l'huile. Ses supports sont essentiellement du bois même s'il existe quelques toiles.
Ses tableaux comportent très peu de repentirs, ce qui peut supposer un certain nombre de dessins préparatoires mais qui n'ont pas été conservés. En effet, seule une dizaine de feuillets ont été identifiés.

## Postérité
Il était considéré comme l'un des grands peintre vénitiens de son temps, jusqu'à la fin du XIXe siècle. Il a influencé plusieurs de ses contemporains dont Giovanni Bellini, Vittore Carpaccio, Titien et même, sans doute, Albrecht Dürer. Son aura a décliné durant le XXe siècle.

## Sources
- (it) Cet article est partiellement ou en totalité issu de l’article de Wikipédia en italien intitulé « Cima da Conegliano » (voir la liste des auteurs).

### Exposition
- Cima da Conegliano : Maître de la Renaissance vénitienne, du 5 avril au 15 juillet 2012, Paris, musée du Luxembourg[14].

### Catalogues d'exposition
- 1966 : Dans la lumière de Vermeer, Paris, musée de l'Orangerie, 24 septembre - 28 novembre 1966 (Sacra Conversazione, Lisbonne, Fondation Gulbenkian)
- 2012 : Giovanni Carlo Federico Villa, Cima da Conegliano : Maître de la Renaissance vénitienne, Paris, Réunion des musées nationaux, 232 p.catalogue de l'exposition Cima : musée du Luxembourg